# Parathesis glaberrima
Parathesis glaberrima är en viveväxtart som beskrevs av C.L. Lundell. Parathesis glaberrima ingår i släktet Parathesis och familjen viveväxter. Inga underarter finns listade i Catalogue of Life.